# أدب عراقي

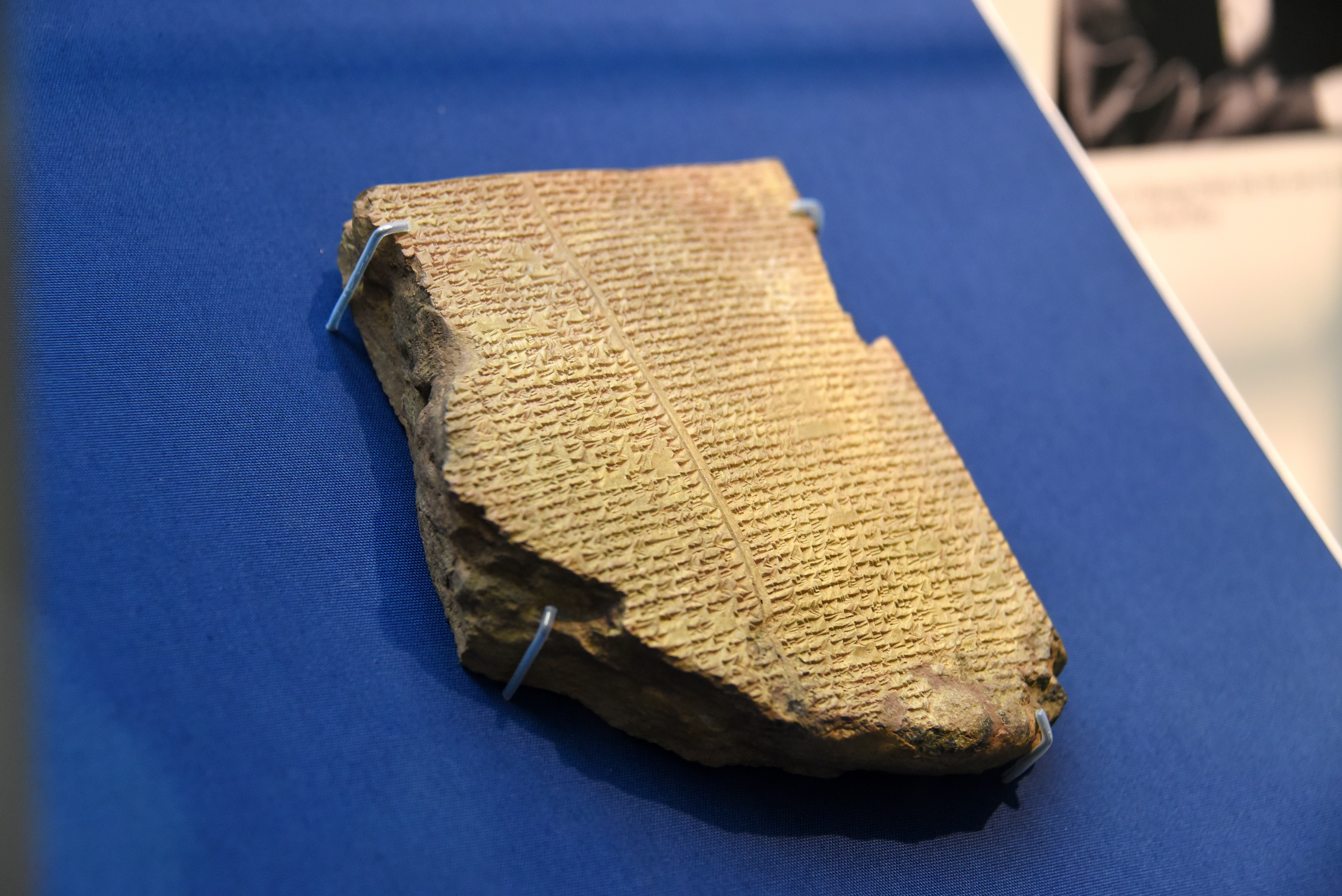
ملحمة جلجامش، قصيدة ملحمية من بلاد ما بين النهرين القديمة، وتُعتبر أقدم الأعمال الأدبية البارزة الباقية، المتحف البريطاني.

الأدب العراقي أو أدب بلاد الرافدين يعود تاريخه إلى العصور القديمة السومرية،  ويشكل أقدم مجموعة معروفة من الأدب المسجل، بما في ذلك الكتابات الدينية والقصص التقليدية الأخرى التي احتفظت بها الحضارة  السومرية  وحُفظت إلى حد كبير من قبل الإمبراطورية الأكدية والبابلية اللاحقة. ازدهرت حضارة بلاد الرافدين نتيجةً لتمازج هذه الثقافات، وأُطلق عليها اسم الأدب الرافدي أو الأدب البابلي إشارةً إلى الإقليم الجغرافي الذي شغلته تلك الثقافات في الشرق الأوسط بين ضفتي دجلة والفرات.

## نبذة تاريخية

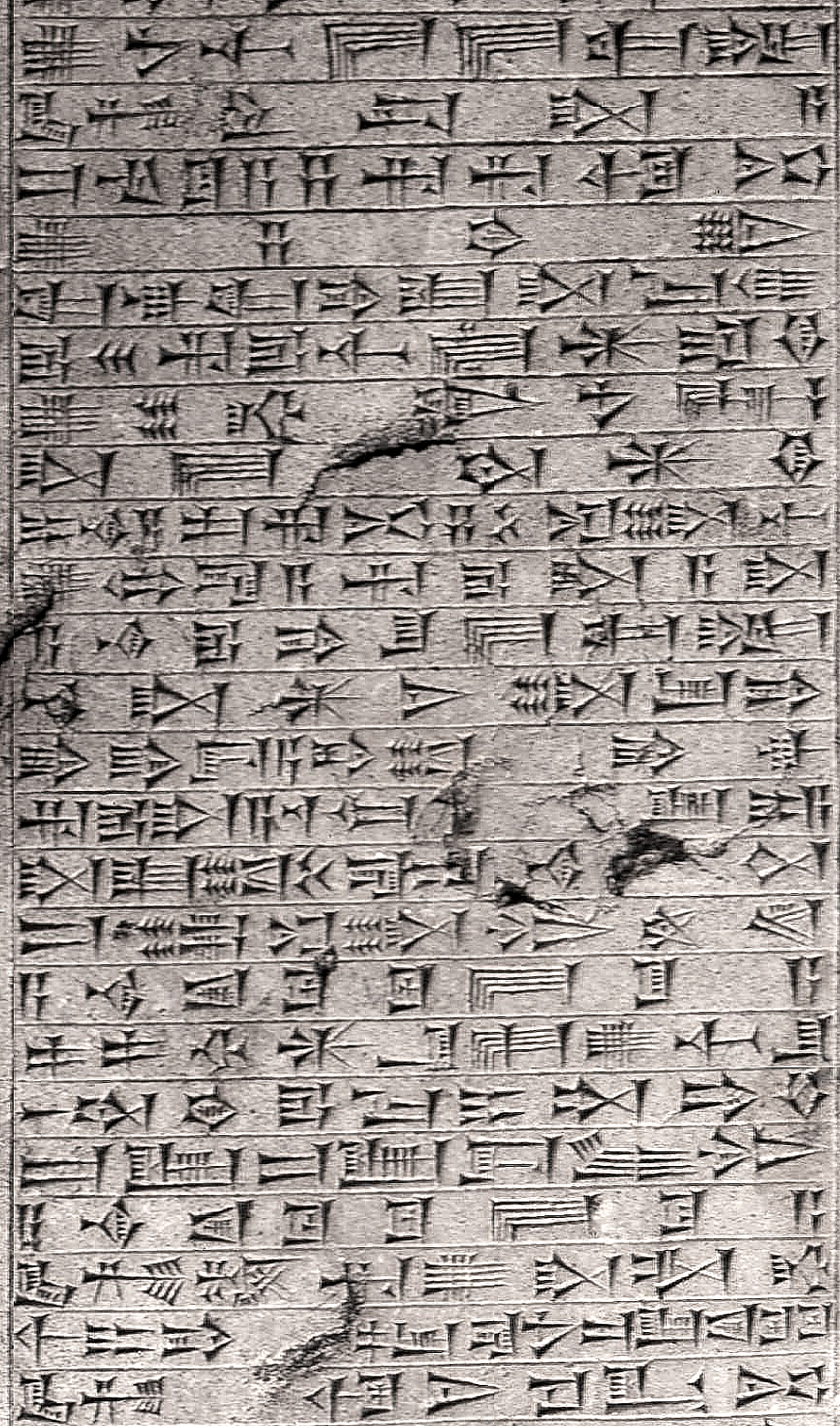
نقش أكدي

الأدب السومري يتميز بفرادته نتيجة لأن اللغة السومرية  نفسها فريدة من نوعها لأنها لا تنتمي إلى أي جذور لغوية معروفة. بدأ ظهورها برموز للأشياء التي تدل عليها، ثم تحولت مع الزمن إلى الخط المسماري، وانتشرت لاحقًا خلال الألفية الثالثة قبل الميلاد. كانت كلها في بلاد الرافدين، لكن تأثرت بالأحداث التاريخية، مما أدى إلى فقدانها الكثير من أهميتها، وأصبحت لغة الطقوس الدينية بعد أن تفوقت عليها اللغة الأكادية السامية. ومع ذلك، توجد نصوص تعود إلى ما بعد ظهور المسيحية. تزامنت اللغتان وتعايشتا لعقود عديدة، وظهرت آثار كتابية في كل منهما، بما في ذلك  ملحمة جلجامش، التي كانت مصنفة في الأصل بالسومرية ووصلت إلى الأكادية.
كتب السومريون العديد من النصوص الأسطورية والملحمية التي تتناول قضايا الخلق، وظهور العالم، والآلهة، ووصف السماوات، وحياة الأبطال في الحروب التي اندلعت بين البدو والحضريين. كما تتناول هذه النصوص التعاليم الدينية، والنصائح الأخلاقية، وعلم الفلك، والتشريع، والتاريخ. وبهذا النهج مضى الأدب الأكادي أيضًا، بحيث تلاقى اللغتان في بعض الأحيان، وشاركتا في نفس الموضوع.

## العصر العباسي

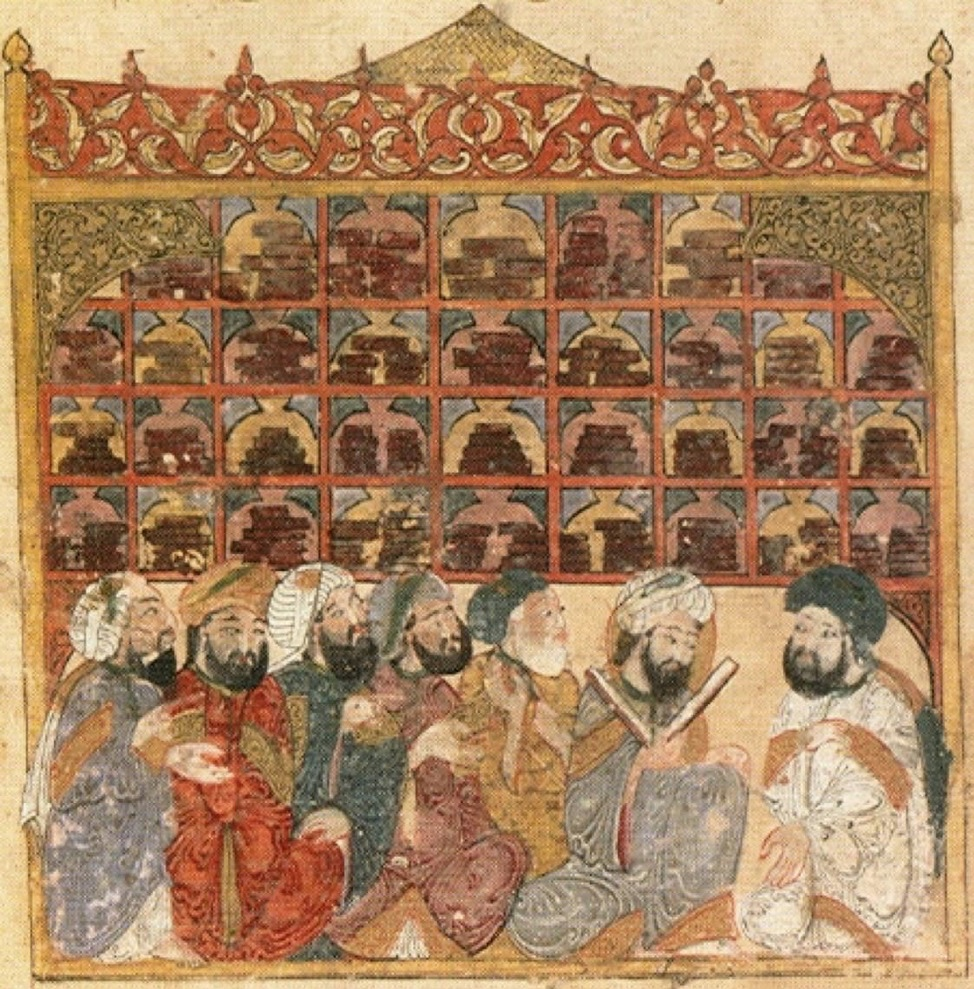
علماء في مكتبة عباسية. مقامات الحريري، رسم بواسطة يحيى الواسطي، 1237.

في بداية العصر الذهبي الإسلامي، وتحت حكم الخلافة العباسية، التي كانت فيها بغداد العاصمة، استضاف بيت الحكمة في بغداد، الذي كان أول دار علمية ومركزًا فكريًا العديد من العلماء والكتاب مثل الجاحظ وعمر الخيام. تميز عدد من القصص في ألف ليلة وليلة بالخليفة العباسي هارون الرشيد. كان الحريري شخصية أدبية بارزة في هذه الفترة.

## القرن ال 20
كما ذكر إبراهيم الدروبي في كتابه البغداديون أخبارهم ومجالسهم، أن الشخصيات المهمة في تأسيس الأدب العراقي في القرن العشرين تضمنت معروف الرصافي، ديزي الأمير، وأنستاس الكرملي.
في أواخر السبعينيات، خلال فترة ازدهار اقتصادي، تم توفير شقة وسيارة للكتاب البارزين في العراق من قبل حكومة صدام حسين، مع ضمان نشر واحد على الأقل سنويًا. في المقابل، كان من المتوقع أن يعبر الأدب عن الدعم ويحفز التأييد لحزب البعث الحاكم. دفعت الحرب الإيرانية العراقية (1980-1988) إلى زيادة الطلب على الأدب الوطني، لكنها أيضا دفعت عددًا من الكتاب إلى المنفى. وفقًا لنجم والي، خلال هذه الفترة، "حتى أولئك الذين اختاروا التوقف عن الكتابة وجدوا أنفسهم مضطرين لكتابة شيء لا يثير غضب الدكتاتور، لأن حتى الصمت كان يعتبر جريمة".
من أواخر الثمانينيات فصاعدًا، تطور الأدب العراقي في المنفى مع كتاب رفضوا "الإيديولوجية السائدة ومقاومتهم للحروب في العراق، مما دفعهم إلى صياغة 'واقعية قاسية' تتميز بإحساس صادم بالحداثة".

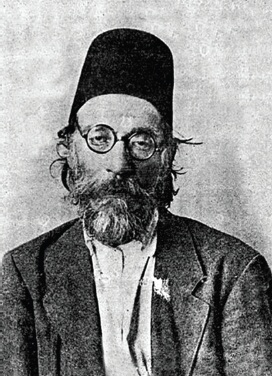
كان جميل الزهاوي شاعرًا وفيلسوفًا عراقيًا بارزًا

تميز الأدب العراقي في أواخر القرن العشرين بوجود كتاب مثل سعدي يوسف، وفاضل العزاوي، ومحسن الرملي، وصلاح الحمداني، وعبد الرحمن مجيد الربيعي، وشيركو فتاح، وجميل صدقي الزهاوي، ومعروف الرصافي.

## أنظر أيضا
- كتاب عراقيون
- روايات عراقية
- الأدب الآشوري البابلي
- الأدب السومري
- ثقافة العراق